# Night of the Day of the Dawn of the Son of the Bride of the Return of the Revenge of the Terror of the Attack of the Evil, Mutant, Alien, Flesh Eating, Hellbound, Zombified Living Dead Part 2: In Shocking 2-D
『ナイト・オブ・ザ・デイ・オブ・ザ・ドーン・オブ・ザ・サン・オブ・ザ・ブライド・オブ・ザ・リターン・オブ・ザ・リヴェンジ・オブ・ザ・テラー・オブ・ジ・アタック・オブ・ジ・イヴル、ミュータント、エイリアン、フレッシュ・イーティング、ヘルバウンド、ゾンビファイド・リヴィング・デッド・パート2: イン・ショッキング・2-D』（英語：Night of the Day of the Dawn of the Son of the Bride of the Return of the Revenge of the Terror of the Attack of the Evil, Mutant, Alien, Flesh Eating, Hellbound, Zombified Living Dead Part 2: In Shocking 2-D）はジェームズ・リフェルによる1991年のホラー・パロディ映画である。

## 概要
1968年のホラー映画の古典『ナイト・オブ・ザ・リビング・デッド』にコメディータッチの音声を被せ、新たに映像を追加して作られた。当初はアメリカ合衆国のヴィデオ店500箇所で販売されたのみであったが、現在ではカルト映画の地位を得ている

。題名は『邪悪な突然変異体にして異星人で肉食かつ地獄行きのゾンビ化した生ける屍の襲撃の恐怖の帰ってきた逆襲の花嫁の息子の夜明けの昼の夜パート2、衝撃の二次元作品』の意。
2005年5月にはニューヨークシティ・ホラー映画祭（en:New York City Horror Film Festival）で上映された

。

## 題名
題名は過去のゾンビ映画の題名に用いられた語、あるいはそのパロディの羅列で構成されている。42語からなる原題は空白を除き164文字あり、英題を有する映画のうち最長の題名を冠した作品として挙げられることが多い

。
これについてTV Guide誌（en:TV Guide）のメイトランド・マクドナー（Maitland McDonagh）は、「『ナイト・オブ・ザ・デイ・オブ・ザ・ドーン・オブ・ザ・サン・オブ・ザ・ブライド・オブ・ザ・リターン・オブ・ザ・リヴェンジ・オブ・ザ・テラー・オブ・ジ・アタック・オブ・ジ・イヴル、ミュータント、エイリアン、フレッシュ・イーティング、ヘルバウンド、ゾンビファイド・リヴィング・デッド・パート2: イン・ショッキング・2-D』（1991年）を史上最長の英題をもつ映画として挙げる人は多いが、これは明らかに人目を引くためのジョークである。私なら、少なくとも名目上は（あくまで名目上だが）真っ当な題を付けられたまともな映画を挙げたいところだ。例えば『マルキ・ド・サドの演出のもとにシャラントン精神病院患者たちによって演じられたジャン＝ポール・マラーの迫害と暗殺』The Persecution and Assassination of Jean-Paul Marat as Performed by the Inmates of the Asylum of Charenton Under the Direction of the Marquis de Sade（1967年）通称『マラー／サド』や、『インクレディブリー・ストレンジ・クリーチャーズ』（1964年、原題: en:The Incredibly Strange Creatures Who Stopped Living and Became Mixed-Up Zombiesすなわち『生きるのをやめてわけのわからないゾンビになり果てた信じ難いほど奇怪な生命体の群れ』）など」と書いている。

## 派生作品
続編として『ナイト・オブ・ザ・デイ・オブ・ザ・ドーン・オブ・ザ・サン・オブ・ザ・ブライド・オブ・ザ・リターン・オブ・ザ・リヴェンジ・オブ・ザ・テラー・オブ・ジ・アタック・オブ・ジ・イヴル、ミュータント、ヘルバウンド、フレッシュ・イーティング・サブヒューマノイド・ゾンビファイド・リヴィング・デッド・パート3』（英語：Night of the Day of the Dawn of the Son of the Bride of the Return of the Revenge of the Terror of the Attack of the Evil, Mutant, Hellbound, Flesh-Eating Subhumanoid Zombified Living Dead, Part 3、すなわち『邪悪な突然変異体にして地獄行きかつ肉食のヒューマノイド以下のゾンビ化した生ける屍の襲撃の恐怖の帰ってきた逆襲の花嫁の息子の夜明けの昼の夜パート3』）が制作されている。